# Llista de topònims de Torroja del Priorat
Llista de topònims (noms propis de lloc) del municipi de Torroja del Priorat, al Priorat
Informació actualitzada per un bot. Els canvis manuals es perdran quan s'actualitzi!

## carrer
| imatge | Nom             | Ubicat a            | instància de | Detalls                     | coordenades                                                                   | Protecció                                  | Commons (més fotos)                | Dades a WD                    |
| ------ | --------------- | ------------------- | ------------ | --------------------------- | ----------------------------------------------------------------------------- | ------------------------------------------ | ---------------------------------- | ----------------------------- |
|        | carrer Major    | Torroja del Priorat | carrer       | Estil: arquitectura popular | 41° 12′ 49″ N, 0° 48′ 38″ E / 41.213694°N,0.810456°E ca:Carrer Major 333 msnm | bé integrant del patrimoni cultural català | Carrer Major (Torroja del Priorat) | Modifica les dades a Wikidata |
|        | carrer de l'Era | Torroja del Priorat | carrer       | Estil: arquitectura popular | 41° 12′ 49″ N, 0° 48′ 42″ E / 41.213555°N,0.811648°E                          | bé integrant del patrimoni cultural català |                                    | Modifica les dades a Wikidata |

## casa
| imatge | Nom          | Ubicat a            | instància de | Detalls                                              | coordenades                                                                  | Protecció                                  | Commons (més fotos)               | Dades a WD                    |
| ------ | ------------ | ------------------- | ------------ | ---------------------------------------------------- | ---------------------------------------------------------------------------- | ------------------------------------------ | --------------------------------- | ----------------------------- |
|        | Cal Comte    | Torroja del Priorat | casa         | Estil: arquitectura popular arquitectura neoclàssica | 41° 12′ 48″ N, 0° 48′ 39″ E / 41.2134°N,0.810849°E                           | bé cultural d'interès local                | Cal Comte (Torroja del Priorat)   | Modifica les dades a Wikidata |
|        | Cal Xicorill | Torroja del Priorat | casa         | Estil: arquitectura popular                          | 41° 12′ 51″ N, 0° 48′ 37″ E / 41.214123°N,0.810251°E                         | bé integrant del patrimoni cultural català |                                   | Modifica les dades a Wikidata |
|        | cal Marimon  | Torroja del Priorat | casa         | Estil: arquitectura popular 18th century             | 41° 12′ 47″ N, 0° 48′ 40″ E / 41.213165°N,0.811058°E ca:C. Major, 2 335 msnm | bé integrant del patrimoni cultural català | Cal Marimon (Torroja del Priorat) | Modifica les dades a Wikidata |
|        | la Balandra  | Torroja del Priorat | casa         | Estil: arquitectura popular                          | 41° 12′ 48″ N, 0° 48′ 36″ E / 41.213336°N,0.810116°E                         | bé integrant del patrimoni cultural català |                                   | Modifica les dades a Wikidata |

## font
| imatge | Nom                 | Ubicat a            | instància de | Detalls                     | coordenades                                                          | Protecció                                  | Commons (més fotos) | Dades a WD                    |
| ------ | ------------------- | ------------------- | ------------ | --------------------------- | -------------------------------------------------------------------- | ------------------------------------------ | ------------------- | ----------------------------- |
|        | font dels Noguerets | Torroja del Priorat | font         |                             | 41° 12′ 37″ N, 0° 49′ 28″ E / 41.2102316184838°N,0.824501922763426°E |                                            |                     | Modifica les dades a Wikidata |
|        | la Font Vella       | Torroja del Priorat | font         | Estil: arquitectura popular | 41° 12′ 44″ N, 0° 48′ 44″ E / 41.212205°N,0.812188°E                 | bé integrant del patrimoni cultural català |                     | Modifica les dades a Wikidata |

## masia
| imatge | Nom              | Ubicat a            | instància de | Detalls                     | coordenades                                                          | Protecció                                  | Commons (més fotos) | Dades a WD                    |
| ------ | ---------------- | ------------------- | ------------ | --------------------------- | -------------------------------------------------------------------- | ------------------------------------------ | ------------------- | ----------------------------- |
|        | Mas d'en Blasco  | Torroja del Priorat | masia        |                             | 41° 14′ 13″ N, 0° 48′ 26″ E / 41.2368957127217°N,0.807115589804823°E |                                            |                     | Modifica les dades a Wikidata |
|        | Mas d'en Bruno   | Torroja del Priorat | masia        | Estil: arquitectura popular | 41° 13′ 48″ N, 0° 48′ 20″ E / 41.23°N,0.805443°E                     | bé cultural d'interès local                |                     | Modifica les dades a Wikidata |
|        | Mas d'en Vinyes  | Torroja del Priorat | masia        |                             | 41° 13′ 13″ N, 0° 47′ 25″ E / 41.2201787310062°N,0.790162559020732°E |                                            |                     | Modifica les dades a Wikidata |
|        | Mas de Rocamora  | Torroja del Priorat | masia        |                             | 41° 13′ 23″ N, 0° 47′ 38″ E / 41.2231521243822°N,0.793975305229417°E |                                            |                     | Modifica les dades a Wikidata |
|        | Mas de l'Ardebol | Torroja del Priorat | masia        |                             | 41° 13′ 15″ N, 0° 47′ 40″ E / 41.2207552007256°N,0.794389905570301°E |                                            |                     | Modifica les dades a Wikidata |
|        | Mas de la Coma   | Torroja del Priorat | masia        |                             | 41° 12′ 51″ N, 0° 47′ 19″ E / 41.214249845169°N,0.78851976380962°E   |                                            |                     | Modifica les dades a Wikidata |
|        | Mas del Damià    | Torroja del Priorat | masia        |                             | 41° 13′ 00″ N, 0° 47′ 44″ E / 41.2166414584078°N,0.795458579130862°E |                                            |                     | Modifica les dades a Wikidata |
|        | Mas del Marimon  | Torroja del Priorat | masia        | Estil: arquitectura popular | 41° 12′ 48″ N, 0° 48′ 36″ E / 41.213336°N,0.810116°E                 | bé integrant del patrimoni cultural català |                     | Modifica les dades a Wikidata |
|        | Maset del Just   | Torroja del Priorat | masia        |                             | 41° 14′ 31″ N, 0° 49′ 01″ E / 41.2420534931005°N,0.81689522462672°E  |                                            |                     | Modifica les dades a Wikidata |
|        | Maset del Ricard | Torroja del Priorat | masia        |                             | 41° 13′ 03″ N, 0° 48′ 12″ E / 41.2175050262439°N,0.80340974867135°E  |                                            |                     | Modifica les dades a Wikidata |

## muntanya
| imatge | Nom                   | Ubicat a                            | instància de | Detalls | coordenades                                                         | Protecció | Commons (més fotos) | Dades a WD                    |
| ------ | --------------------- | ----------------------------------- | ------------ | ------- | ------------------------------------------------------------------- | --------- | ------------------- | ----------------------------- |
|        | Punta de les Bassetes | Torroja del Priorat la Vilella Alta | muntanya     |         | 41° 14′ 03″ N, 0° 47′ 28″ E / 41.23420972°N,0.79124167°E 514.3 msnm |           |                     | Modifica les dades a Wikidata |
|        | Punta del Solà        | Torroja del Priorat                 | muntanya     |         | 41° 13′ 30″ N, 0° 47′ 26″ E / 41.224875°N,0.790475°E 382.3 msnm     |           |                     | Modifica les dades a Wikidata |
|        | Roca de l'Eloi        | Torroja del Priorat Poboleda        | muntanya     |         | 41° 13′ 26″ N, 0° 49′ 43″ E / 41.224°N,0.828619°E 547.3 msnm        |           |                     | Modifica les dades a Wikidata |
|        | Roca del Cucut        | Torroja del Priorat                 | muntanya     |         | 41° 12′ 29″ N, 0° 49′ 12″ E / 41.20819444°N,0.819925°E 471.6 msnm   |           |                     | Modifica les dades a Wikidata |
|        | els Bessons           | Torroja del Priorat                 | muntanya     |         | 41° 13′ 16″ N, 0° 48′ 57″ E / 41.221°N,0.815889°E 479.7 msnm        |           |                     | Modifica les dades a Wikidata |

## teuleria
| imatge | Nom                             | Ubicat a            | instància de | Detalls                     | coordenades | Protecció                                  | Commons (més fotos) | Dades a WD                    |
| ------ | ------------------------------- | ------------------- | ------------ | --------------------------- | ----------- | ------------------------------------------ | ------------------- | ----------------------------- |
|        | Forn d'obra de Cal Pallejà Gran | Torroja del Priorat | teuleria     | Estil: arquitectura popular |             | bé integrant del patrimoni cultural català |                     | Modifica les dades a Wikidata |
|        | Forn d'obra de Cal Pallejà I    | Torroja del Priorat | teuleria     | Estil: arquitectura popular |             | bé integrant del patrimoni cultural català |                     | Modifica les dades a Wikidata |
|        | Forn d'obra de Cal Vinyes       | Torroja del Priorat | teuleria     | Estil: arquitectura popular |             | bé integrant del patrimoni cultural català |                     | Modifica les dades a Wikidata |
|        | Forn rajoler Alcera             | Torroja del Priorat | teuleria     | Estil: arquitectura popular |             | bé integrant del patrimoni cultural català |                     | Modifica les dades a Wikidata |
|        | Forn rajoler Closa del Viola    | Torroja del Priorat | teuleria     | Estil: arquitectura popular |             | bé integrant del patrimoni cultural català |                     | Modifica les dades a Wikidata |
|        | Forn rajoler Mas d'en Doix      | Torroja del Priorat | teuleria     | Estil: arquitectura popular |             | bé integrant del patrimoni cultural català |                     | Modifica les dades a Wikidata |
|        | Forn rajoler Mas de Marimon     | Torroja del Priorat | teuleria     | Estil: arquitectura popular |             | bé integrant del patrimoni cultural català |                     | Modifica les dades a Wikidata |

## Misc
| imatge | Nom                                      | Ubicat a                        | instància de                                   | Detalls                     | coordenades | Protecció                                            | Commons (més fotos)               | Dades a WD                    |
| ------ | ---------------------------------------- | ------------------------------- | ---------------------------------------------- | --------------------------- | --- | ---------------------------------------------------- | --------------------------------- | ----------------------------- |
|        | Sant Jaume de Torroja del Priorat        | Torroja del Priorat             | església                                       | Estil: arquitectura barroca | 41° 12′ 48″ N, 0° 48′ 37″ E / 41.213202°N,0.810413°E                                                                        | bé cultural d'interès local                          | Sant Jaume de Torroja del Priorat | Modifica les dades a Wikidata |
|        | Torre-roja                               | Torroja del Priorat             | torre de defensa                               | 11st century                | 41° 12′ 50″ N, 0° 48′ 37″ E / 41.213861°N,0.810282°E ca:Carrer Major, 24 338 msnm                                           | bé d'interès cultural bé cultural d'interès nacional | Torre-roja (Torroja del Priorat)  | Modifica les dades a Wikidata |
|        | Torroja del Priorat                      | Torroja del Priorat             | entitat singular de població capital municipal | 137 hab                     | 41° 12′ 48″ N, 0° 48′ 38″ E / 41.21319736°N,0.81050224°E 330 msnm                                                           |                                                      |                                   | Modifica les dades a Wikidata |
|        | casa consistorial de Torroja del Priorat | Torroja del Priorat             | casa consistorial                              |                             | 41° 12′ 50″ N, 0° 48′ 36″ E / 41.2138683°N,0.8101337°E                                                                      |                                                      |                                   | Modifica les dades a Wikidata |
|        | el Molí                                  | Torroja del Priorat             | molí d'aigua central hidroelèctrica            | Estil: arquitectura popular | 41° 12′ 39″ N, 0° 47′ 44″ E / 41.210697°N,0.795456°E                                                                        | bé integrant del patrimoni cultural català           |                                   | Modifica les dades a Wikidata |
|        | els Tossals                              | Porrera Torroja del Priorat     | serra                                          |                             | 41° 12′ 28″ N, 0° 49′ 08″ E / 41.20765833°N,0.81886611°E 516.7 msnm                                                         |                                                      |                                   | Modifica les dades a Wikidata |
|        | la Creu                                  | Torroja del Priorat             | creu de terme                                  |                             | 41° 12′ 44″ N, 0° 48′ 27″ E / 41.212321°N,0.807386°E                                                                        |                                                      |                                   | Modifica les dades a Wikidata |
|        | riu de Siurana                           | Baix Camp Priorat Ribera d'Ebre | curs d'aigua                                   | Desemboca: Ebre Llarg: 50km | 41° 16′ 37″ N, 0° 59′ 58″ E / 41.276988°N,0.999557°E 41° 07′ 54″ N, 0° 38′ 41″ E / 41.13170194444445°N,0.6447438888888889°E |                                                      | Riu de Siurana                    | Modifica les dades a Wikidata |